# Beck Rózsi
Beck Rózsi, egyes forrásokban Bech Rózsi (Szatmárnémeti, 1888. augusztus 5. – Auschwitz, 1944.) magyar színésznő.

## Pályafutása
Színészi pályafutását 1913 júliusában kezdte Nagykárolyban, Neményi László társulatánál. 1913–1914 között Radó Béla társulatában szerepelt. 1914–1916 között Nádassy József társulatában volt látható. 1916–1918 között Balla Kálmán társulatának tagja volt. 1918-ban Neményi László társulata foglalkoztatta. 1923–1926 között Gróf László társulatában játszott Szatmáron. 1926–1930 között Maurer Béla társulatával lépett fel. 1930–1931 között Gáspár Jenő társulatával lépett színpadra. 1940–1941 között Jódy Károly társulatában szerepelt. 1941–1944 között a Kolozsvári Zsidó Színház tagja volt.
Különböző társulatokkal (Kovács Imre, Szabó Pál, Sümegi Ödön, Földes Mihály, Fehér Imre, Hevesi Miklós) bejárta Erdély összes nagy- és kisvárosát, leginkább komikai szerepkörben lépett fel.

## Főbb szerepei
- Böske (Fodor László: Dr. Szabó Juci)
- Kati (Fekete István: Hajnalodik)
- Teréz (Bókay János: Ragaszkodom a szerelemhez)
- Jótékony grófné (Szirmai Albert: A mozikirály)
- Saminé (Bús Fekete László: A hálás kis nő)
- Jozefa (Bónyi Adorján: Egy kis senki)
- Rézi bába (Gellért Lajos – Weinreb Ignác: Timosa)
- Bodoriné (Bókay János: A rossz asszony)
- Desiré (Fall Leó: Sztambul rózsája)
- Ida, táncosnő (Johann Strauss: Bőregér)
- Anna (Vajda Ernő: Trónörökös)
- Brummenstein Lívia hercegnő (Farkas Imre: A kis kadét)
- Gróf Zentai Lászlóné (Neumann Ferenc: Hazudik a muzsikaszó)
- Dorne Lucia (Thomas Branden: Charlie nénje)
- Örzse (Géczy István: A gyimesi vadvirág)
- Henriette grófné (Farkas Imre: Rózsika lelkem)